# Баллихонис (станция)
Баллихонис — железнодорожная станция, открытая 1 октября 1861 года и обеспечивающая транспортной связью одноимённый город в графстве Мейо, Республика Ирландия.